# DbMagic
dbMagicとはイスラエルに本社を置くマジックソフトウェア・エンタープライゼス（MSE、英）が開発したRADに分類されるアプリケーション開発フレームワークである。
日本では1990年に dbMagic V4 がリリースされた、当初はワコムが代理店として販売していた、現在ではワコムとMSEの共同出資で設立されたマジックソフトウェア・ジャパン株式会社により販売されている。なお「dbMagic」という名称は日本語版製品固有の商品名であり、本社では「MAGIC」という名称で販売されている。日本版も V9からは、dbMagicからMagicに名称を変更している。
手続き型言語などの高度なプログラミング言語を用いずにアプリケーションの開発を行う、いわゆる第四世代言語 (4GL) の開発環境であり、業務アプリケーションの開発ツールとしてはそれなりの歴史と実績を持っている。
データベース・ゲートウェイというMagicエンジンとRDBMSの間で動的に SQL文に変換するミドルウェアを搭載しており、この機能によりデータベースのアクセス時にSQL等のコードを記述することなく、複数のデータベースにプログラムへのアクセスを行うことが可能である。